# Азово-днепровская культура
Азово-днепровская археологическая культура (мариупольская культура) — археологическая культура, памятники которой обнаружены в степном Приднепровье, Крыму, прилегающих районах Приазовья. Датируется четвертой четвертью V — третьей четвертью IV тысячелетия до н. э.
Представители этой культуры строили полукруглые и овальные наземные жилища, иногда с полом из утрамбованных ракушек, умели изготавливать керамику из глины с примесью песка и растений, разнообразные кремнёвые орудия, в том числе топоры и булавы.
При контакте скелянской и азово-днепровской культур сформировалась следующая энеолитическая культура — квитянская (конец IV — I половина III тыс. до н. э.).
Азово-днепровская культура была постепенно поглощена трипольской и среднестоговской культурами.